# ÖBB 1050
Die Reihe 1050 der Österreichischen Bundesbahnen (ÖBB) war eine vierachsige elektrische Zwei Frequenz Lokomotive die von 1957 bis 1973 im Einsatz war. Die Maschine wurde von Simmering-Graz-Pauker gebaut. Zum Bau dieser Lok kam es 1957, da zu dieser Zeit die 50-Hz-Technik, von Frankreich ausgehend, im Bahnbetrieb Fuß zu fassen begann. Es handelte sich um eine Versuchslokomotive, die nur in einem Exemplar, aufbauend auf dem mechanischen Teil der zur gleichen Zeit gebauten Reihe 1141, gebaut wurde.
Um die Tauglichkeit dieser Technik unter Beweis stellen zu können, wurde ein kurzer Teilabschnitt der Strecke von St. Veit/Glan nach Villach umschaltbar für 16 2/3 und 50 Hz eingerichtet. Von Mai bis Juli 1957 kam die 1050.01 auch auf der Höllentalbahn in Deutschland zum Einsatz. Dort fuhr sie von Offenburg bis Freiburg im Breisgau unter 16 2/3 Hz und dann weiter mit 50 Hz. Statt der vorgeschriebenen 63 Tonnen konnte die 1050 auf der 8 Kilometer langen 55-Promille-Rampe sogar 95 Tonnen befördern. Die 1050 wurde nach ihrer Rückkehr aus Deutschland in Wien West stationiert und versah von dort aus ihren Dienst auf der Strecke nach Passau.
1973 wurde 1050.01 formell ausgemustert und technisch an die Reihe 1141 angeglichen, um die verunglückte 1141.03 zu ersetzen. Als 1141 003 (II) ist die Lokomotive erhalten geblieben und heute als Exponat im Bahnpark Augsburg ausgestellt.